# Eschata shanghaiensis
Eschata shanghaiensis là một loài bướm đêm trong họ Crambidae.